# Villa Roosterhoeck
Villa Roosterhoeck aan de Amsterdamsestraatweg was een villa in Baarn in de provincie Utrecht. Het gebouw stond op de hoek van het kruispunt Amsterdamsestraatweg en de Generaal Van Heutszlaan. De Generaal Van Heutszlaan heette eerst Oranjeboomschen straatweg omdat de laan naar de Oranjeboom leidde die aan de Amsterdamsestraatweg stond.

## Ontwerp
De villa is gebouwd in opdracht van Johannes Diederikus van Dorp en heette in eerste instantie Villa Augusta, naar Augusta Katharina Wilhelmina van Bennekom, de vrouw van J.D. van Dorp. Later is de villa vernoemd naar het bos aan de overkant van de Amsterdamsestraatweg. De hoofdingang van de villa was aan de Amsterdamsestraatweg maar de naam van het huis en het jaartal 1896 prijkten aan de voorgevel aan de kant van de Generaal Van Heutszlaan. 

## Bestemming
De villa is in eerste instantie particulier bewoond geweest. Van Dorp woonde er zelf van 1896 tot 1918. Vanaf 1918 woonde zeepfabrikant Christoph Pleines in dit huis. In oktober 1928 werd de villa als nieuw kleuterhuis van de Vereniging Trein 8.28 voor ziek-zwakke en tuberculeuze kinderen ingericht. 

## Sloop
Villa Roosterhoeck is in 1967 afgebroken om plaats te maken voor een serviceappartementencomplex. Dit complex draagt ook de naam Roosterhoeck.